# Giuseppe Taliercio
Giuseppe Taliercio (Carrare, 8 août 1927 – Venise, 5 juillet 1981) est un ingénieur et un dirigeant d’entreprise italien, directeur de l’entreprise pétrochimique de Montedison de Porto Marghera. Il meurt assassiné par les Brigades rouges et est décoré à titre posthume de la médaille d’or de la vaillance civile et est nommé commandeur de l’Ordre du Mérite de la République italienne.

## Biographie
Giuseppe Taliercio est le plus jeune de quatre enfants. Sa mère, Clorinda Buono, veuve de son mari Luigi, tous deux originaires d’Ischia, subvient à ses enfants en exploitant un magasin de terre cuite et d’articles divers. Après avoir fréquenté le lycée scientifique Guglielmo Marconi de Carrare, il obtient un diplôme d’ingénieur à l’université de Pise. En 1952, il obtient un emploi à l’usine pétrochimique de Montedison à Porto Marghera, dont il devient plus tard le directeur général. En 1954, il épouse Gabriella, soutien de l’Action catholique, et s’installe à Mestre. Cinq enfants naissent de leur mariage. Au début des années 1980, la situation de conflit à Porto Marghera est très élevée. Le 29 janvier 1980, le directeur adjoint de l’usine, Sergio Gori, est tué. Quelques mois plus tard, le 12 mai 1980, le commissaire Alfredo Albanese, qui enquête sur le meurtre de Gori, est assassiné. Le groupe terroriste italien d’extrême gauche Brigades rouges accusent Taliercio responsable de décès survenus au travail.

### Enlèvement et assassinat
Il est enlevé chez lui par quatre terroristes du groupe vénitien des Brigades rouges le 20 mai 1981. Ce groupe est responsable les dix années précédentes d’une campagne de terreur mêlant attaques à main armée, enlèvements et assassinats. L’un d’eux, revêtu d’uniforme de la Garde des finances sonne chez lui à l’heure du déjeuner, accompagné de trois personnes en civil. Il lui présente un faux ordre de perquisition. La femme de Giuseppe Talercio et deux de ses enfants présents sont ligotés et bâillonnés. L’otage est conduit en voiture à Tarcento, dans la province d’Udine. 
Le 26 juin, les Brigades rouges publient un communiqué annonçant sa condamnation à mort. Il lui reproche de« personnifie[r] le rôle et les fonctions du personnel impérialiste qui prévoit et organise la restructuration industrielle au service des multinationales ».
Après 46 jours d’emprisonnement, ses geôliers lui font croire qu’il va être libéré. Ils lui font remettre la chemise qu’il portait lors de son enlèvement et lui donnent la photo de sa femme. Il est ensuite tué de 17 balles. Son corps est retrouvé près de l’usine, enfermé dans le coffre d’une Fiat 128 bleue, le corps criblé de 17 balles.
Pendant son incarcération, les Brigades rouges ne demandent jamais explicitement de contrepartie pour sa libération. Selon Gianni Francescutti, l’un des trois terroristes à l’origine de l’enlèvement, « Celui qui a commandité cet enlèvement depuis Rome s'attendait à ce que l'autre partie fasse des offres. L'idée d'avoir kidnappé une personne responsable d'un crime social comme des morts au travail ou la pollution nous conduisait à penser que cela nous donnait le droit de vie ou de mort ». Vingt ans plus tard, un cadre de Montedison a déclaré que le président de l’époque, Mario Schimberni (it), avait donné carte blanche pour payer une rançon si nécessaire pour la libération de Giuseppe Taliercio. Les résultats de l’autopsie révèlent qu’il  n’a rien mangé au cours de ses cinq derniers jours de captivité et qu’il avait une incisive cassée à la racine, peut-être en raison de mauvais traitements. Durant sa captivité, il a perdu dix kilos. Comme cela est révélé au procès de ses assassins, il a refusé de collaborer avec les geôliers durant sa détention.
Les obsèques ont eu lieu le 10 juillet 1981 dans l’église paroissiale de Marina di Carrara en présence du président de la République Sandro Pertini. Giuseppe Taliercio, qui repose au cimetière de Turigliano (it), est âgé de 53 ans au moment de son décès.

## Procès
Antonio Savasta, membre des Brigades rouges, avoue être l’auteur du meurtre et avoir dirigé le commando. Il devient collaborateur de justice. Cela lui vaut une importante remise de peine : il écope de  10 ans de prison. Les autres terroristes impliqués, Cesare Di Lenardo, Pietro Vanzi (it), Francesco Lo Bianco et Gianni Francescutti, sont condamnés à la réclusion criminelle à perpétuité, comme quatre autres complices dont Barbara Balzerani. Cinquante-sept autres accusés écopent d’un total de 264 ans de prison. Quarante-neuf autres accusés sont acquittés,.

## Postérité

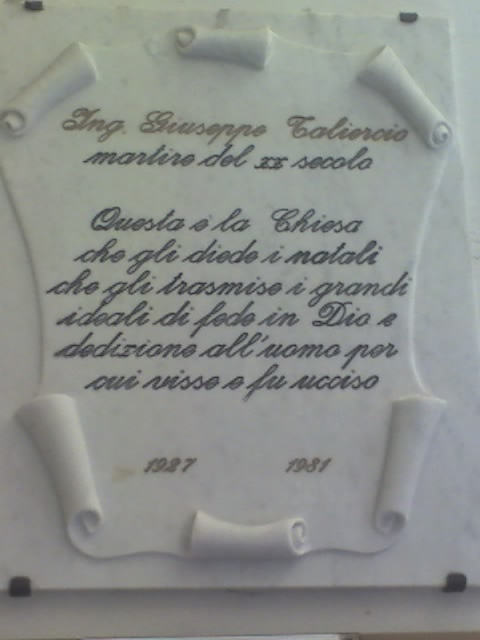
Plaque commémorative dans la paroisse de

- La Fondation Fondirigenti Giuseppe Taliercio, promue par la Confindustria et Federmanager pour le développement de la culture managériale de l’entreprise portait son nom[7].
- Le Palais des sports de Mestre, un établissement scolaire de Marina de Carrare (it), le collège Taliercio, et une salle de classe de l’Université de Padoue portent son nom.
- À l’endroit où le corps de Giuseppe Talercio a été retrouvé, à l’intersection de la via Pasini et de la via Bottenigo à Marghera, une pierre commémorative a été installée.

- Un épisode de l’émission La Storia siamo noi (it) sur Rai 2 lui est consacré en 2010[5].
- Les 47 jours de son enlèvement sont racontés dans le roman de Pierluigi Vito I prigionieri (Les prisonniers) aux éditions Augh ! et totalement dévoué à son enlèvement[8].

## Décoration
- Médaille d’or de la vaillance civile (à titre posthume)

« Directeur d'un établissement industriel, il a exercé sa fonction avec un sens moral profond, une honnêteté intellectuelle et une constance rigoureuse, défendant toujours les institutions démocratiques. Enlevé par des membres des forces subversives, il n'a pas renoncé à son attitude courageuse et fière et, torturé sauvagement, il a été massacré par ses geôliers sacrifiant sa vie aux idéaux les plus élevés de liberté et de justice. Marghera, 6 juillet 1981 ».
— 19 mars 1982.
- Commandeur de l’Ordre du mérite de la République italienne

— 2 juin 1980